# Pfarrkirche Unternalb

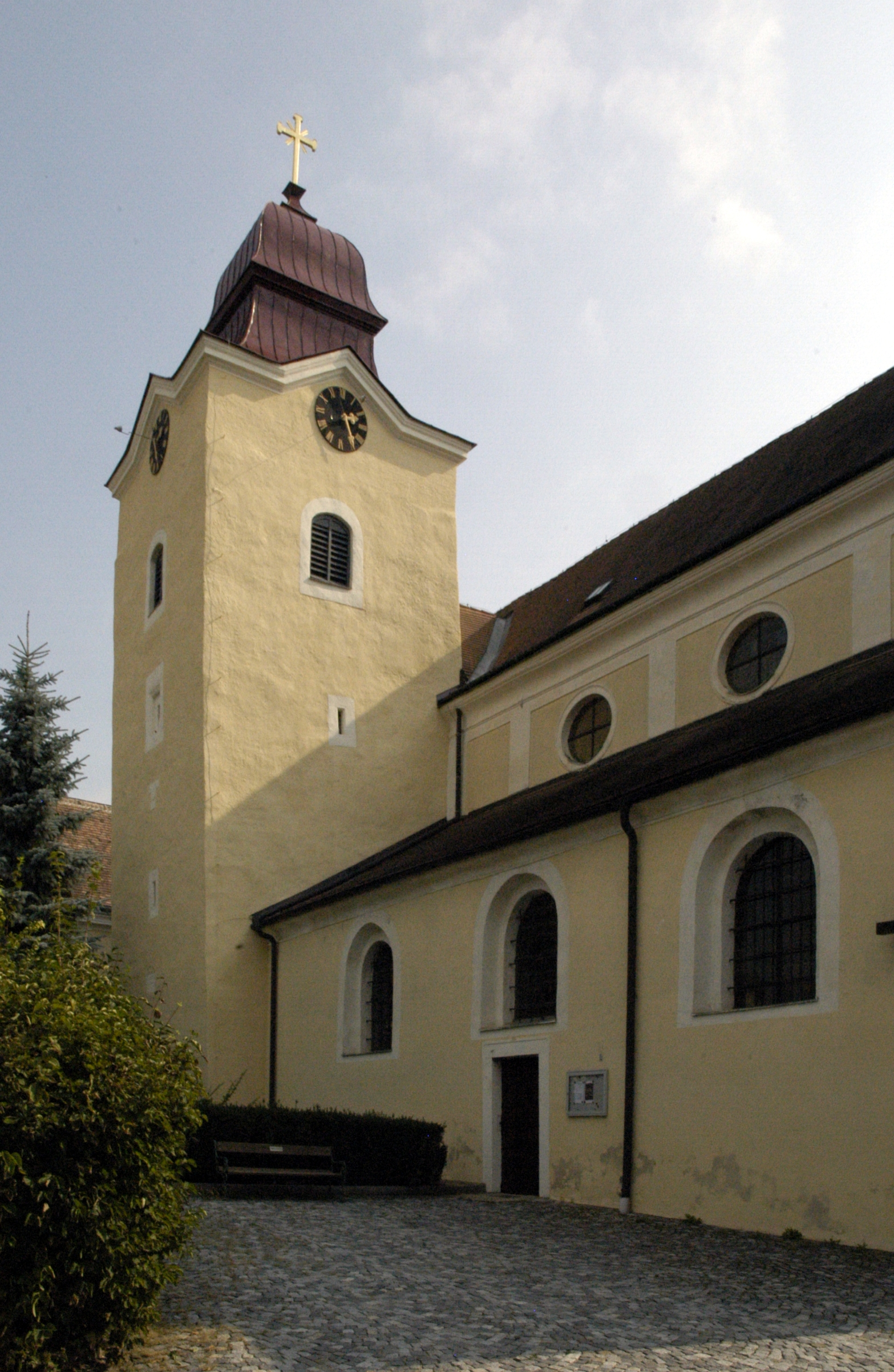
Katholische Pfarrkirche hl. Laurentius in Alberndorf in Unternalb

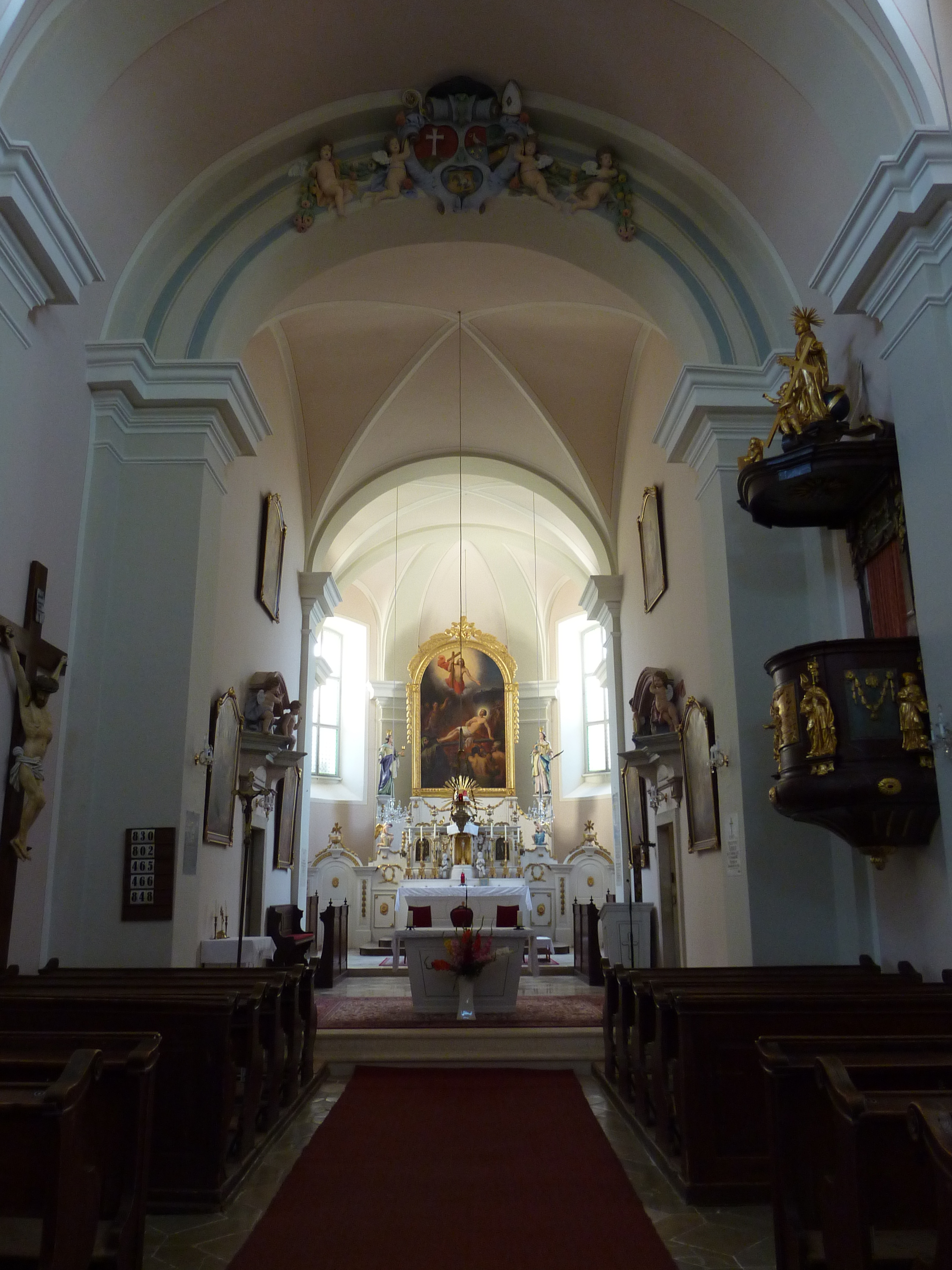
Vorchor des Mittelschiffes, folgender eingezogener romanischer Chorquadrat, dahinter lichtvoller breiter barocker Chor mit Rundapsis

Die Pfarrkirche Unternalb steht am südöstlichen Ende des Angers in der Ortschaft Unternalb in der Stadtgemeinde Retz im Bezirk Hollabrunn in Niederösterreich. Die dem Patrozinium hl. Laurentius von Rom unterstellte römisch-katholische Pfarrkirche – dem Stift Göttweig inkorporiert – gehört zum Dekanat Retz-Pulkautal im Vikariat Unter dem Manhartsberg der Erzdiözese Wien. Die ehemalige Wehrkirche steht unter Denkmalschutz (Listeneintrag).

## Geschichte
Die Pfarre wurde wohl vom Edlen Woltker von Nalb vor 1083 gegründet und zwischen 1108 und 1112 dem Stift Göttweig gewidmet und 1388 dem Stift inkorporiert. Die Kirche war bis in die zweite Hälfte des 12. Jahrhunderts die Mutterkirche von Retz und Unterretzbach.
Die anfänglich romanische Saalkirche mit einem Chorquadrat aus dem 11. und 12. Jahrhundert wurde im 14. Jahrhundert zur Basilika erweitert. Anfang des 16. Jahrhunderts wurde der wehrhafte Turm beigestellt. Von 1678 bis 1702 wurde nach dem Chorquadrat ein weiterer Chor angebaut und das Langhaus barockisiert und im Westen um ein weiteres Joch erweitert. 1841 und 1923 erfolgten Restaurierungen.

## Architektur
Die Kirche steht in einem Bauensemble mit der ehemaligen Propstei Unternalb am südöstlichen Ende des Angers. Die im Kern mittelalterliche Basilika mit barocken Veränderungen hat einen mächtigen spätgotischen Nordturm.
An das breite Langhaus schließt ein breiter korbartig geschlossener Chor an. Die schlichten barocken Fassaden mit Putzfeldern zeigen Rundbogenfenster und am Mittelschiff querovale Lichtgaden. Die zweizonige Westfront zeigt einen volutengestützten dreieckübergiebelten Aufsatz über einem profilierten Gesims. Südlich hat das Kirchenschiff nur im Bereich des südlichen Seitenschiffchores zwei gotische Strebepfeiler. Der mächtige massive vierzonige nördliche Chorquadrateckturm aus dem Anfang des 16. Jahrhunderts hat Schießschartenluken und spätgotische Fenster mit profilierten Gewänden und originale Steckgitter im Erdgeschoß, er nennt 1513, hat barocke Uhrengiebel und trägt einen barockisierenden Helm aus dem 19. Jahrhundert.

## Ausstattung
Der Hochaltar aus dem Anfang des 19. Jahrhunderts zeigt sich als Tabernakelwand mit seitlichen Opfergangsportalen. Dahinter an der Apsiswand hängt das Hochaltarblatt Marter des hl. Laurentius von Leopold Kupelwieser um 1830.
Es gibt Reste einer barocken Orgel aus 1702. Eine Glocke nennt Balthasar Heroldt 1654.

## Grabdenkmäler
Außen an der Kirche.
- Epitaph mit einem Relief Kniender Stifter vor einem Kruzifix 1583
- Wappengrabstein zu Paul Visher 1704